# 蓬萊擬鍬形蟲
蓬萊擬鍬形蟲（Trictenotoma formosana）為擬鍬形蟲科成員，台灣特有種。

## 分類學
本種為隸屬鞘翅目擬步總科擬鍬形蟲科的成員。

## 物種描述
本種體態龐大，上顎发达向前突出；触角生于眼前方近上颚基部，11节，端部3节向内侧膨大，呈短栉齿形或锯齿形。前胸背板侧缘具锯齿状突起，跗节式5-5-4。

## 生活史
目前關於本種在野外的生態記述相當稀少。本種成蟲主要活動於六月至七月，具日行性且偶有趨光性。成蟲主要棲息於喬木樹幹或樹枝之中，常棲息於高達10公尺的位置，但偶爾也能見於較低處。成蟲主要於白天取食樹汁及交配。常見棲息植物包含阿柏勒、光臘樹、台灣欒樹、青剛櫟、榔榆等等。
在人工飼養環境下，本種生活史約1－1.5年。雌蟲每次約產40-60顆的卵，約7-9天內會孵化。幼蟲會取食朽木及自己蛻下的皮，並會在朽木基質中挖掘隧道。439－465天後會利用周圍基質建立蛹室化蛹。蛹期約40－46天，成蟲蟄伏期約60－62天。

## 歷史
1919年，魯道夫·克里什（Rudolf Kriesche）使用採自今台灣嘉義縣大林鎮的標本進行描述，並將其列為大衛擬鍬形蟲（Trictenotoma davidi）的一個亞種。1921年，克里什又將其提升至種階。

## 分布
本種目前僅知分布於台灣本島，主要棲息於低海拔次生林，為台灣特有種。

## 人工飼育
2018年，台灣業餘昆蟲愛好者林宗儒與研究人員胡芳碩於人工環境下，成功使本種成蟲產卵並孵育，為本種在人工環境下成功繁殖的首例報導。在此案例中，作者成功使雌蟲產卵於樹皮下，並觀察到幼蟲具互噬現象。

## 外部連結
- 台灣生命大百科 蓬萊擬鍬形蟲 （页面存档备份，存于）